# Les Mamelles de Tirésias
Cet article concerne la pièce de théâtre. Pour l'opéra-bouffe, voir Les Mamelles de Tirésias (opéra-bouffe).
Les Mamelles de Tirésias est un drame « surréaliste » en deux actes et un prologue de Guillaume Apollinaire, créé au conservatoire Maubel le 24 juin 1917 dans une mise en scène de Pierre Albert-Birot, décors de Serge Férat et costumes d'Irène Lagut. La musique est de Germaine Albert-Birot.
L'auteur s'est inspiré du mythe du devin aveugle de Thèbes, Tirésias, tout en lui appliquant des thématiques modernes et provocatrices : le féminisme et l'antimilitarisme, peut-être elles-mêmes tournées en dérision. La pièce raconte l'histoire de Thérèse, qui change de sexe pour gagner du pouvoir parmi les hommes. Son but est de modifier les coutumes, rejetant le passé pour y établir l'égalité des sexes. La conclusion de la pièce la voit néanmoins accepter le rôle de procréatrice qu'on veut lui assigner et met fin au renversement carnavalesque.
La première de la pièce fait scandale, choquant le public pour ses allusions à la Première Guerre mondiale, mais également les cubistes, qui y voient une mauvaise parodie de leurs esthétiques.

## Contexte
La pièce de théâtre est écrite durant la Première Guerre mondiale, période durant laquelle les femmes accomplissent les métiers traditionnellement exercés par les hommes, ces derniers étant partis au front.

## Genèse
| Photographie en noir et blanc d'un homme blessé portant un bandeau sur le front · Dessin au crayon d'un jeune homme de profil |

En décembre 1916, le poète Pierre Albert-Birot demande à Apollinaire d'écrire une pièce de théâtre qui soit au théâtre, « ce qu'[ils] font sur tous les autres plans de l'art». Ce dernier accepte, souhaitant développer une idée qui est la sienne à l'état d'ébauche depuis 1903 : une femme décide de changer de genre, et ses seins figurés par des ballons de baudruche s'envolent de son corsage. Apollinaire se met à l'ouvrage, écrit et réécrit sa pièce, au fil des lectures qu'il donne chez Serge Férat et Albert-Birot. Il modifie profondément son texte au fil des répétitions, en fonction de leur effet, comme en témoigne Albert-Birot :

« Apollinaire comprenait de plus en plus clairement que le théâtre est de la poésie qui se voit »

Albert-Birot invite Apollinaire à qualifier lui-même son œuvre, afin qu'on ne la réduise pas au cubisme. Apollinaire hésite entre « drame surnaturaliste » et « drame surréaliste ». En mars 1917, il écrit à Paul Dermée : « Tout bien examiné, je crois en effet qu'il vaut mieux adopter surréalisme que surnaturalisme que j'avais d'abord employé. Surréalisme n'existe pas encore dans les dictionnaires, et il sera plus commode à manier que surnaturalisme déjà employé par MM. les Philosophes » En mai, il tranche définitivement en faveur de « drame surréaliste » au moment où Pierre Albert-Birot veut imprimer le programme. Ce dernier le décourage d'utiliser « surnaturaliste » afin d'exclure toute référence au surnaturel. La pièce contribue ainsi à populariser ce terme qui deviendra le nom du mouvement artistique encore inexistant.

## Résumé

### Prologue
En vers libre, le personnage du « directeur de troupe » s'adresse directement au public. Il déplore les destructions de la guerre, accusant les ennemis d'« éteindre les étoiles » et d'« assassiner les constellations ». Puis, dans une défense de l'art moderne, il expose une conception nouvelle du théâtre, en imaginant par exemple une réorganisation de l'espace scénique, et proclame :

« On tente ici d’infuser un esprit nouveau au théâtre. »

### Acte I
La pièce nous amène au Zanzibar, pays en manque d'enfants, allégorie de la France en guerre. L'héroïne Thérèse, après une série de proclamations féministes, fait savoir qu'elle refuse son devoir de procréation, et se choisit un nom d'homme, Tirésias. Ses attributs féminins, deux ballons de baudruche, se détachent de son corsage et s’envolent dans les airs, cependant que la barbe lui pousse. Tirésias oblige ensuite son mari à se travestir et lui laisse le soin de procréer à son tour. Ce dernier met au monde 40 050 bébés en un jour.

### Acte II
Thérèse revient sur sa décision et promet de donner naissance à deux fois plus d'enfants que son mari.

## Création
La première présentation a lieu le 24 juin 1917 au Conservatoire Renée Maubel, rue de l’Orient, dans une mise en scène de Pierre Albert-Birot. Dans l'idée d'un abandon du réalisme référentiel, des masques sont utilisés.
La création de l'œuvre se fait dans des conditions incertaines. À l'exception de Louise Marion, tous les acteurs sont de jeunes débutants qui font leur première apparition sur la scène d'un théâtre. Herrand manque également de se désister cinq jours avant la représentation, à la suite du décès de son père. À cause du contexte de guerre, le budget est réduit : le décor est en papier ; les seins de Thérèse s'envolant devaient être représentés par des ballons gonflés à l'hélium mais, le gaz étant réservé à l'armée, on se contente de balles de tissu pressé. Un seul pianiste se charge de la musique mais également des bruitages, Apollinaire annonce que la musique initialement écrite pour un orchestre a dû être réduite, mais rien n'atteste qu'il ait existé une telle version de la musique de Germaine Albert-Birot.
Cette première se fait devant une salle comble. « Des annonces en nombre dans les journaux » ont attiré « une bonne partie du monde artistique et de la critique de presse parisienne».
La soirée a un avant-goût de soirée Dada : tout d'abord, par les réactions passionnés, le spectacle est autant sur scène que dans le public, celui-ci ayant été excité par une « cohue pour entrer » et plusieurs heures de retard, les décors n'étant pas terminés. « On s’y entassait comme les ingrédients d’une bombe. À cette époque la politique était celle des lettres. Tout nous en devenait passionnel, explosif » témoigne Jean Cocteau. Les spectateurs réagissent à la pièce de manière houleuse et contrastée, par des huées et des applaudissements. « Les journalistes [...] crient au scandale. [...] La pièce se termine dans un tohu-bohu indescriptible. » La légende veut que Jacques Vaché, déguisé en officier anglais et revolver au poing, aurait sommé de faire cesser le spectacle sous menace d'user de son arme contre le public et que Breton serait parvenu à le calmer, mais l'authenticité de l'anecdote est discutée. Apollinaire apparaît sur la scène et crie au public « Cochons ! »[réf. nécessaire]. Philippe Soupault fait office de souffleur.

### Distribution
- Edmond Vallée : Le Directeur et Presto
- Louise Marion : Thérèse-Tirésias et la Cartomancienne
- Marcel Herrand : Le Mari
- Juliette Norville : Le Gendarme
- Yéta Daesslé : Le Journaliste parisien
- - : Le Fils
- - : Le Kiosque
- - : Lacouf
- Howard : Le Peuple de Zanzibar
- Georgette Dubuet : Une Dame
- Sous la direction de Max Jacob : Michel Lévy, Arthur Honegger, Paul Morisse, Raymond de Rienzi : Les Chœurs

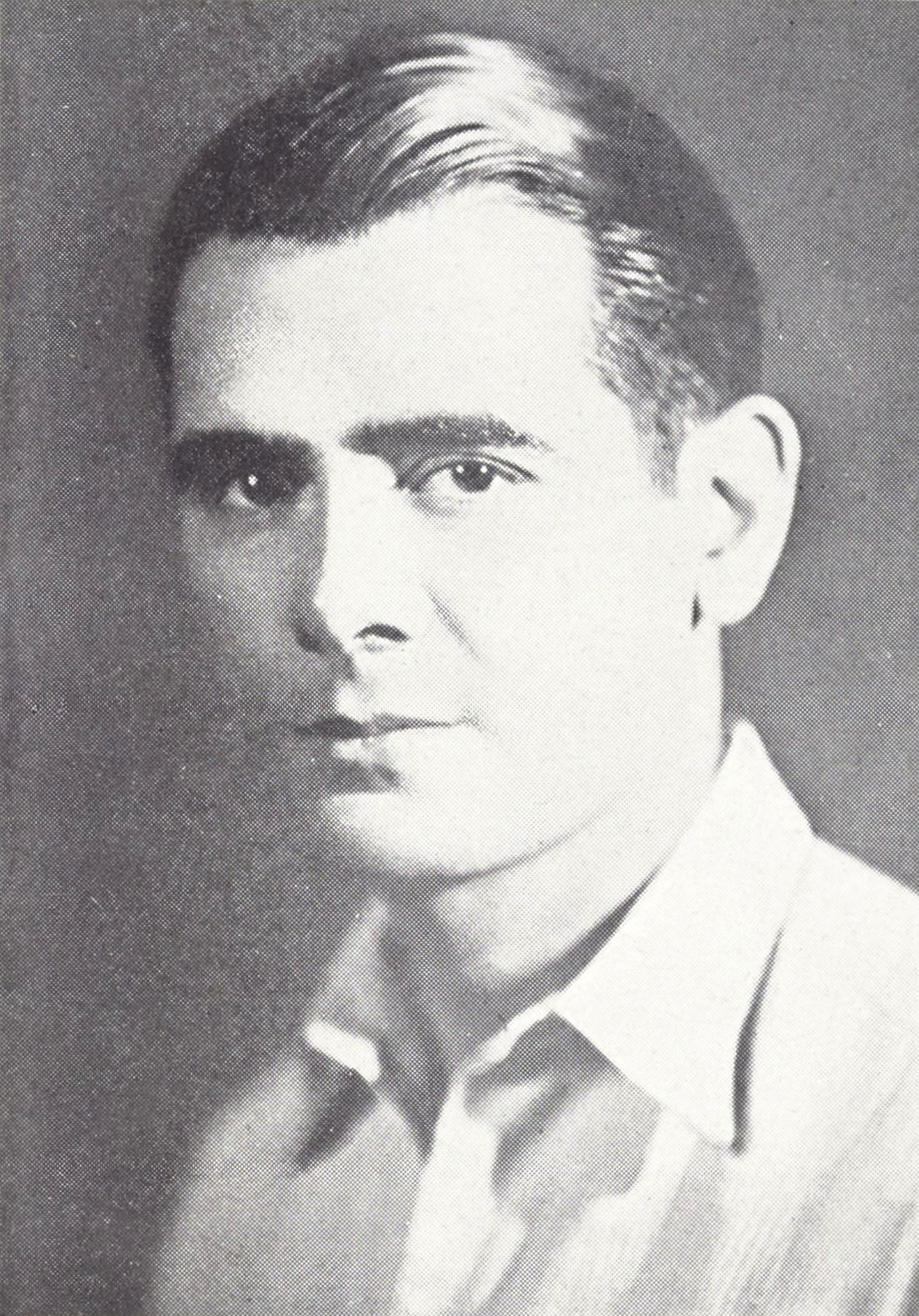
Marcel Herrand
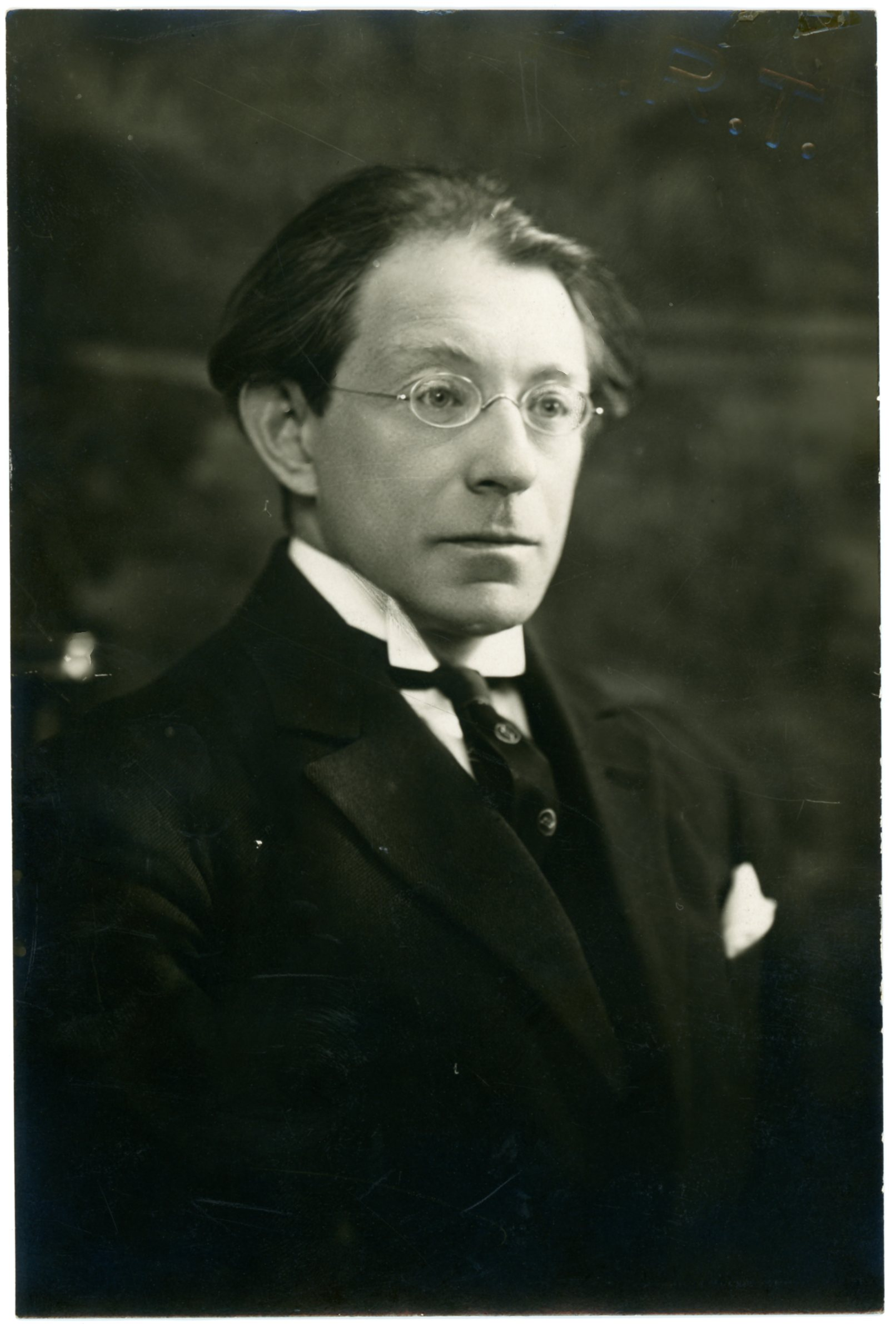
Maurice Lévy dit Bétove
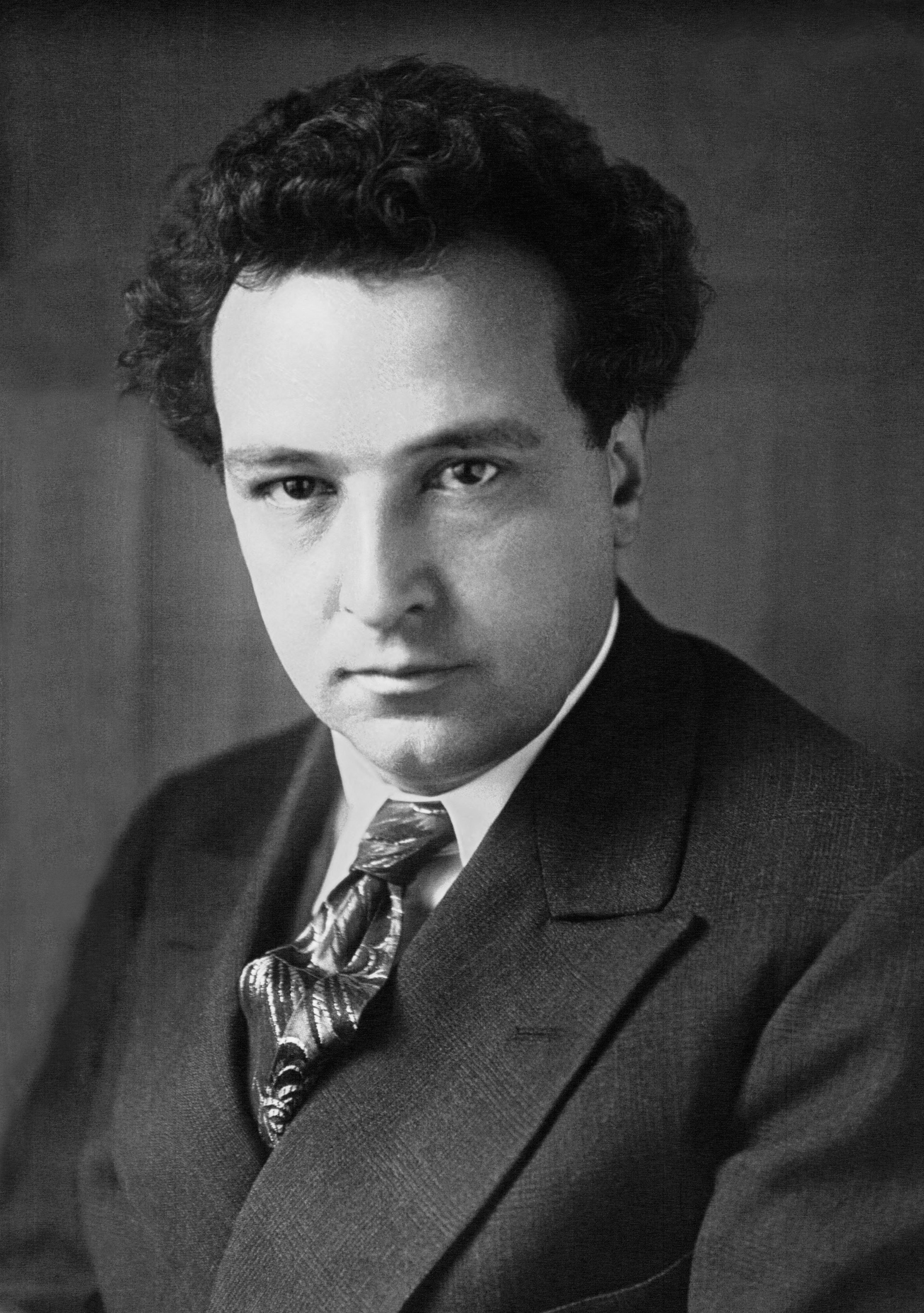
Arthur Honegger

### Réception
La pièce s'attire les foudres de la presse, qui se déchaîne autant contre Apollinaire que contre Albert-Birot. On lit par exemple dans l'Heure du 26 juin : « Cette facétie aurait pu sembler drôle, racontée un mardi par Apollinaire onctueux et narquois, ou jouée par Max Jacob dans un atelier de la rive gauche, mais la baptiser drame surréaliste et la présenter sérieusement au public, c'est, à bien dire, inconvenant. La pièce était interprétée par des gens dont ce n'était visiblement pas le métier. Les décors, dit-on, ont coûté sept francs aux organisateurs. On les a volés. » Le jeune Aragon, en revanche, pressé par Albert-Birot, fait un compte-rendu élogieux dans SIC.
Certains articles voient dans la pièce une satire antiféministe. Ainsi, Victor Basch écrit dans Le Pays : « c'est une satire contre le féminisme ou plutôt contre les excès du féminisme. Les femmes ont beau ôter de leur corsage les oranges, elles n'en demeurent pas moins femmes, et, à la première occasion propice, elles les y remettent », ou Guillot de Saix dans La France : « Cette bouffonnerie n'est pas dénuée, on le voit, de sens philosophique et satirique. Elle est même de forte actualité, vu les ambitions de ces dames qui ne se contenteront pas d'être conseillères municipales. Et cela nous fait songer à l'Assemblée des femmes d'Aristophane »
Les Mamelles de Tirésias fait en outre s'éloigner d'Apollinaire plusieurs cubistes, dont Juan Gris, « qui voient dans les décors de Férat une banalisation fantaisiste et niaise de leur peinture ».
Pierre Reverdy moque la musique de Germaine Albert-Birot, « gaie uniquement et uniquement gaie ».
André Breton critiquera plus tard une pièce « médiocrement interprétée », le « lyrisme à bon marché » d'Apollinaire, et « ressassage cubiste des décors et des costumes ».

## Autres représentations
- 12 mai 1977 : compagnie « le Petit Théâtre », Bron-Parilly (France), Université Lyon II, Grand Amphi, spectacle représenté dans le cadre du Festival international de théâtre universitaire[20] ;
- 22 avril 1966 : mise en scène de Pierre Della Torre, décors de Jean-Michel Quesne, spectacle interprété par Théâtre de Saint-Maur-Théâtre du Val de Marne, Saint-Maur-des-Fossés[21].

## Adaptations

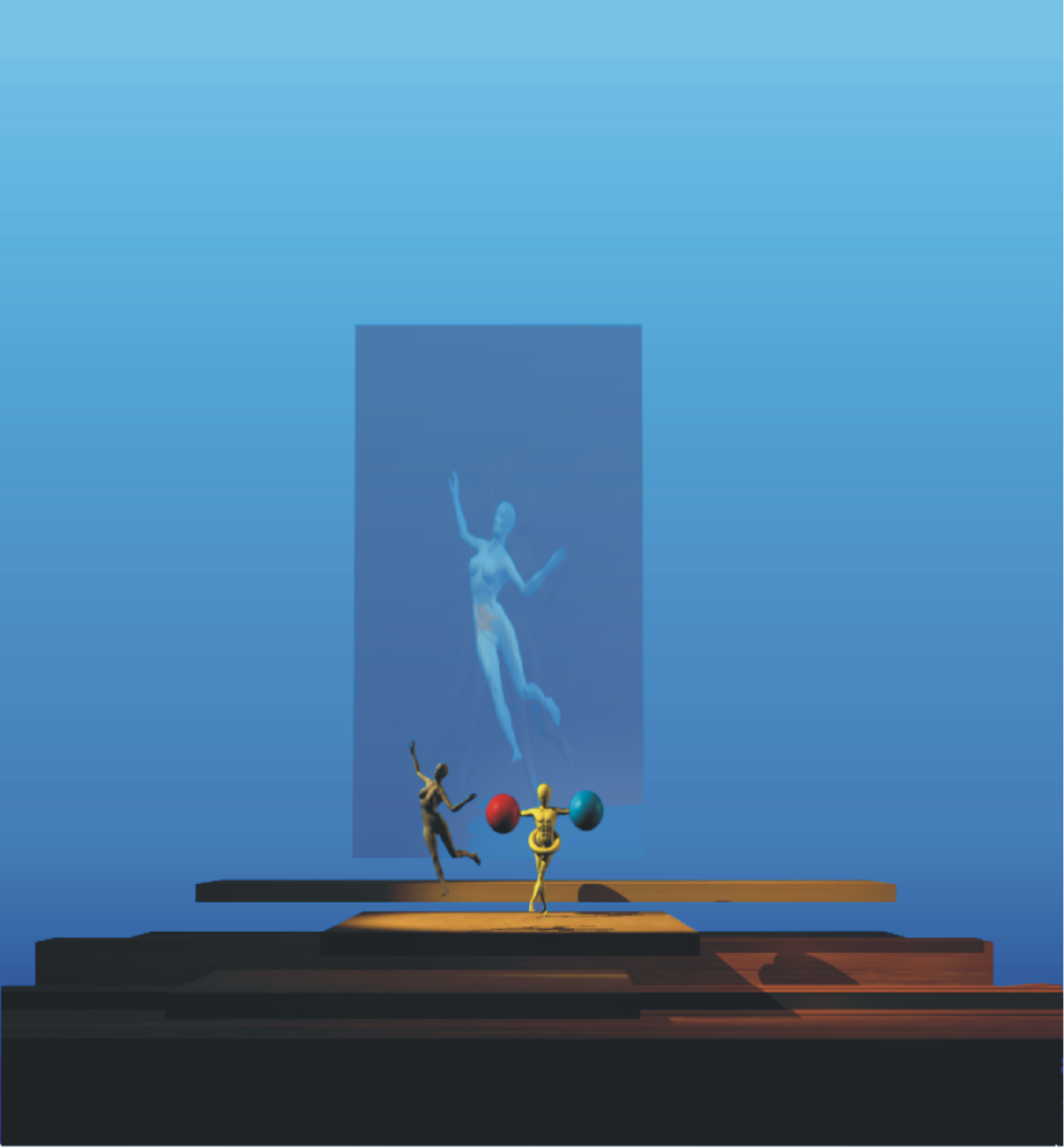
Projet de décor de Sylvain Lhermitte pour Les Mamelles de Tirésias (2004).

- 1926 : Les Mamelles de Tirésias le 23 octobre 1926[22] au Théâtre libéré de Prague dans une traduction de Jaroslav Seifert[23] ;
- 1947 : Les Mamelles de Tirésias, opéra-bouffe de Francis Poulenc créé au Théâtre national de l'Opéra-Comique le 3 juin 1947 ;
- 1982 : Les Mamelles de Tirésias, téléfilm de Jean-Christophe Averty.

## Publication
- 1917 : Les Éditions SIC publient le texte des Mamelles de Tirésias, augmenté des illustrations de Serge Férat, de la musique de scène de Germaine Albert-Birot, et d'une revue de presse, Consultable en ligne sur Gallica.
- 1946 : Les mamelles de Tirésias, avec six portraits inédits de Picasso, Paris, Éd. du Bélier, 1946.